# Garminge
Garminge (Drents: Garm of Garming) is een esdorp annex gehucht in de gemeente Midden-Drenthe, in de Nederlandse provincie Drenthe.
Het dorp is gelegen in een hoek tussen de provinciale wegen N374 en N381, de weg van Emmen naar Drachten. Het ligt ten noorden van Balinge en ten noordoosten van Mantinge, samen vormen ze de Broekstreek, een streek die tot en met de Mantingerdijk loopt.
Garminge werd in 1362 zowel vermeld als Gharminge als Gherminge. In 1840 had het 97 inwoners. Het inwonertal liep daarna op naar boven de 100. In 2005 waren dat er nog maar 70 en in 2023 kwam het inwoneraantal uit op 115.
Het behoorde tot 1998 tot de gemeente Westerbork.
Hoofdplaats: Beilen

Overige kernen: Alting · Balinge · Beilervaart · Bovensmilde · Brunsting · Bruntinge · De Polle · Drijber · Elp · Eursing · Eursinge · Garminge · Hijken · Hijkersmilde · Holthe · Hoogersmilde · Hooghalen · Klatering · Laaghalen · Laaghalerveen · Lieving · Lievingerveld · Makkum · Mantinge · Nieuw-Balinge · Norgervaart (deels) · Oosthalen · Oranje · Orvelte · Smalbroek · Rheeveld · Smilde · Spier · Terhorst · Westerbork · Wijster · Witteveen · Zuidveld · Zwiggelte

Drenthe: Steden en dorpen      Nederland: Provincies · Gemeenten